# Машина, яка виграла війну
«Маши́на, яка́ ви́грала війну́» (англ. The Machine That Won the War) — науково-фантастичне оповідання американського письменника Айзека Азімова, вперше опубліковане у жовтні 1961 року в журналі Fantasy & Science Fiction. Увійшло до збірок «Прихід ночі» (1969), «Сни робота» (1986).

## Сюжет
Три впливові людські лідери зустрілись одразу після перемоги у війні з денебіанцями. Обговорюючи те, як величезний і потужний комп'ютер Мультивак відіграв вирішальну роль у цій війні, кожен із них зауважив, що із найкращих міркувань фальсифікував свою частину процесу прийняття рішення.
Джон Хендерсон, головний програміст Мультивака, повідомив, що він на всій розсуд змінював вхідні дані, оскільки здоровий глузд йому підказував, що вони не є достовірними.
Макс Яблонський, тоді сказав, що він на свій розсуд змінював результат, виданий Мультиваком, оскільки той не зміг би бути правильним через нестачу запчастин і тех. обслуговування.
Насамкінець Ламар Свіфт, директор-розпорядник Сонячної федерації, відповів, що він не міг перекласти відповідальність за такі важливі рішення на Мультивак, тому приймав рішення на основі підкидання монети.